# Priehyby
Priehyby (815,3 m n. m.) je sedlo v pohoří Čergov, mezi vrchy Horošovík (1009,1 m n. m.) a Kozí hrb (881,5 m n. m.). Na severní straně pramení pravostranný přítok Topľa, Vlčí potok
Sedlo je křižovatkou turistických stezek, modře značená stezka vede po hlavním hřebeni Čergova mezi Minčolem (1157,2 m n. m. ) a sedlem Lysina (1028,9 m n. m.). Zeleně značená stezka vede z obce Livov do Olejníkova.
V sedle stojí poutní kaple a prochází jím neudržovaná asfaltová silnice z Livova do Pečovské Nové Vsi. Silnice není ze strany obce Majdan sjízdná pro běžné automobily. Poradí si s ní jen terénní automobily. Také jím vede hranice mezi okresy Bardejov a Sabinov.